# Pella (Burkina Faso)
Pella è un dipartimento del Burkina Faso classificato come comune, situato nella Provincia di Boulkiemdé, facente parte della Regione del Centro-Ovest.
Il dipartimento si compone del capoluogo e di altri 10 villaggi: Babouli, Daboala, Goala, Godo, Kandaga, Kirguilounga, Nabziniguima, Pelbilin, Sarana e Somassi.